# Grand smog de Londres

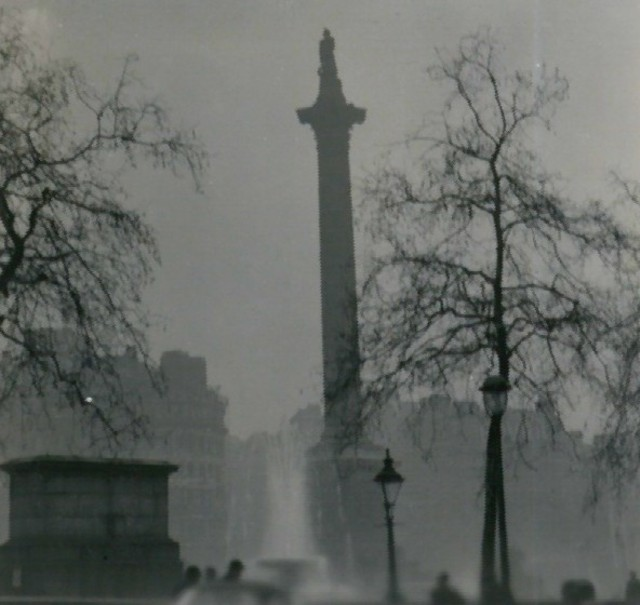
La colonne Nelson durant le grand smog de Londres de 1952.

Le grand smog de Londres (en anglais, The Great Smog ou Big Smoke : « la grande fumée ») de 1952 est le smog particulièrement dense qui recouvrit Londres durant la période allant du jeudi 4 au mardi 9 décembre 1952, considéré comme la pire pollution atmosphérique de toute l'histoire du Royaume-Uni. 
Le smog est une brume brunâtre épaisse, provenant d'un mélange de polluants atmosphériques, qui limite la visibilité dans l’atmosphère. Il est constitué surtout de particules fines et d'ozone. Le smog est associé à plusieurs effets néfastes pour la santé et pour l'environnement.
Les premiers comptes rendus avaient laissé penser que 4 000 personnes avaient connu une mort prématurée du fait du smog, qui aurait également rendu malades 100 000 personnes, mais des recherches plus récentes ont montré que le nombre de morts liées au smog était sous-estimé ; il serait nettement plus élevé, de l'ordre de 12 000 morts.
Le grand smog de Londres de 1952 est reconnu comme étant l'un des épisodes de pollution les plus significatifs de l'histoire en termes d'impact sur la recherche environnementale, sur la règlementation mise en place par le gouvernement, ainsi que sur la sensibilisation du public à l'écologisme et à la relation entre la santé et la qualité de l'air.

## Les événements majeurs

### Origines

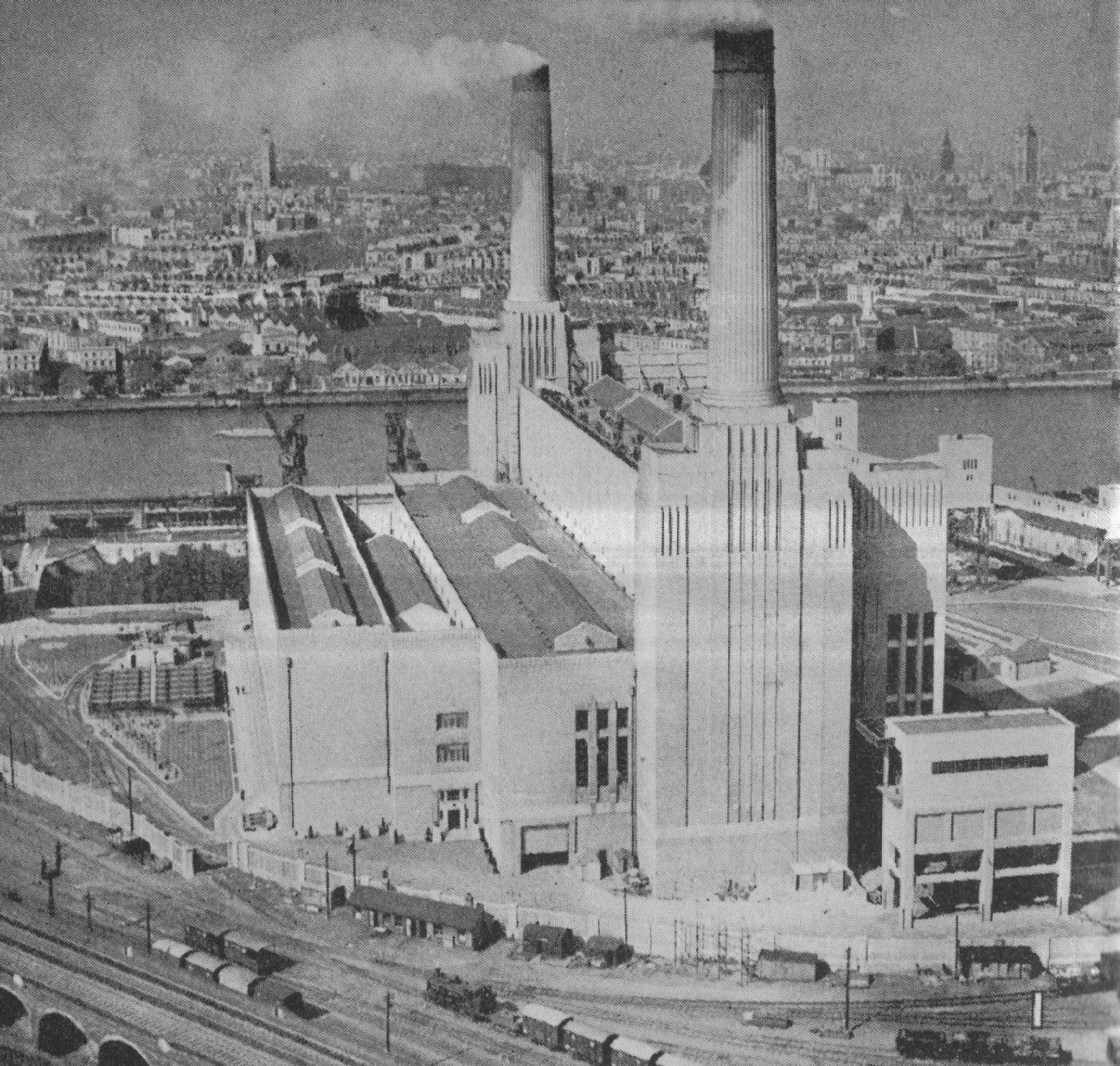
La centrale de Battersea.

Le temps qui précéda et accompagna le smog eut pour effet que les Londoniens brûlèrent plus de charbon que de coutume pour lutter contre le froid. Le charbon à usage domestique de l'après-guerre était généralement de qualité assez médiocre, avec une certaine teneur en soufre, ce qui accroissait la quantité de dioxyde de soufre présent dans la fumée (les contraintes économiques avaient pour conséquence que le charbon de bonne qualité, « dur », tendait à être exporté). Il y avait également de nombreuses centrales électriques alimentées au charbon dans la région du Grand Londres, dont la centrale de Battersea, celle de Bankside et Kingston (en), qui toutes contribuaient à augmenter le niveau de pollution. À tout ceci s'ajoutaient la pollution et la fumée produites par l'échappement des voitures — tout particulièrement celles qui venaient des autobus fonctionnant au gazole, qui venaient de remplacer le système de tramways récemment mis à la ferraille — ainsi que par d'autres sources industrielles et commerciales.
Le dioxyde de soufre émis par la combustion du charbon a donc joué un rôle clé dans l'origine du smog. Une étude d'une équipe sino-américano-britannique, publiée en octobre 2016, a démontré que c'est la présence de dioxyde d'azote qui a entraîné la réaction de transformation du dioxyde de soufre en sulfates.

### Météo
Le jeudi 4 décembre 1952, un anticyclone s'installa sur la ville de Londres sans un souffle de vent, provoquant une inversion de température, avec de l'air très froid. La population se chauffe au charbon, et les usines du grand Londres continuent de tourner. Le brouillard résultant, mêlé à la fumée des cheminées, aux particules et à d'autres produits polluants (en particulier le dioxyde de soufre), se traduisit par l'apparition d'un smog persistant, qui recouvrit la capitale d'une épaisse couverture, dont la couleur jaune-verdâtre (provoquée par la présence de particules de suie noir goudronneux) lui valut son nom de « soupe de pois ». L'absence de vent empêcha qu'il se disperse et permit une concentration d'agents polluants sans précédent.

### Conséquences sur Londres
Bien que Londres ait été habituée aux brouillards épais, celui-ci était plus épais et dura plus longtemps qu'aucun autre avant lui. La visibilité était réduite à quelques mètres (« C'était comme si vous étiez aveugle », fut le commentaire d'un observateur), rendant la conduite d'un véhicule difficile ou impossible. Les transports publics durent s'immobiliser – à la seule exception du métro de Londres – et le service d'ambulances cessa de fonctionner, contraignant les malades à gagner l'hôpital par leurs propres moyens. Le smog se glissa même à l'intérieur des bâtiments, entraînant l'annulation ou l'abandon de concerts ou de projections cinématographiques (car la visibilité avait chuté à l'intérieur des locaux de grande taille, et il était devenu difficile de voir la scène ou l'écran en étant assis dans la salle). Les sports de plein air subirent également le contrecoup du phénomène.

## Conséquences sur la santé
Lorsque le phénomène commença, il n'y eut tout d'abord pas de panique, car Londres a toujours été connu pour son brouillard. Dans les semaines qui suivirent, cependant, les statistiques élaborées par les services médicaux firent apparaître que le brouillard avait tué 4 000 personnes. La plupart des victimes étaient très jeunes, âgées, ou avaient des problèmes respiratoires préexistants. Dans la plupart des cas, la mort était provoquée par une infection des voies respiratoires, entraînant une hypoxie due à l'obstruction mécanique du passage de l'air par le pus provenant de l'infection des poumons causée par le smog.
Les infections des poumons étaient principalement des broncho-pneumonies ou des bronchites purulentes aiguës sur un terrain de bronchite chronique.
On pense qu'un total de 12 000 personnes moururent dans les semaines et les mois qui suivirent.

## Conséquences sur l'environnement
La mortalité provoquée par le smog donna un élan important à l'écologisme, et amena à repenser les questions environnementales et les phénomènes de pollution atmosphérique, car le smog avait fait la démonstration de son potentiel mortifère. De nouvelles réglementations furent mises en place, restreignant l'utilisation de combustibles polluants par l'industrie et proscrivant la fumée noire. Au cours des années qui suivirent, diverses lois vinrent grandement réduire la pollution, comme les Clean Air Acts de 1956 et de 1968, et le (Various Powers) Act de 1954 de la Cité de Londres.

## Dans la culture
Le Grand smog est l'évènement au centre de l'épisode 4 de la saison 1 de la série télévisée The Crown, intitulé Catastrophe naturelle. Les causes et le déroulement de l'événement y semblent représentatifs de la réalité, bien que le chaos au sein des hôpitaux ne semble pas en réalité avoir eu lieu, de même que les implications politiques pour Winston Churchill et Clement Attlee.
Les brouillards de Londres est le titre d'une chanson de Thierry Hazard.